# Frank Ocean-diszkográfia
Amerikai énekes Frank Ocean két stúdióalbumot, egy mixtape-et, 21 kislemezt (5 közreműködő előadóként) és nyolc videóklipet adott ki karrierje során. Miután 2005-ben a Katrina hurrikán következtében elpusztult stúdiója, Ocean New Orleansből Los Angelesbe költözött. 2009-ben aláírt a Def Jam Recordings kiadóban. Barátságot kötött Tyler, the Creator rapperrel, az Odd Future csoport frontemberével, amelynek később tagja is lett. 2011 februárjában kiadta első projektjét, a Nostalgia, Ultra-t, amelyről két kislemez jelent meg, a Novacane és a Swim Good. A Novacane az első dala lett, amely szerepelt a Billboard Hot 100 slágerlistán. Szerepelt Kanye West és Jay-Z Watch the Throne című albumán, többek között a No Church in the Wild kislemezen. Több előadónak is írt dalokat, mint Brandy Norwood (1st & Love és Scared of Beautiful), John Legend (Quickly), Beyoncé (I Miss You), Bridget Kelly (Thinking About Forever), és Justin Bieber (Bigger).
Debütáló albuma, a Channel Orange 2012 júliusában jelent meg és azonnal sikereket ért el zenekritikusok körében. Második helyig jutott mind a Billboard 200 és UK Albums Chart slágerlistákon és elért a Billboard Top R&B/Hip-Hop Albums élét. Öt kislemez jelent meg az albumról: a Thinkin Bout You, a Pyramids, a Sweet Life, a Lost és a Super Rich Kids.
Négy év szünet után Ocean kiadta Endless című vizuális albumát, amellyel teljesítette szerződését a Def Jammel. Második stúdióalbuma, a Blonde 2016 augusztusában jelent meg.

## Albumok

### Stúdióalbumok
| Cím            | Részletek | Slágerlista | Slágerlista | Slágerlista | Slágerlista | Slágerlista | Slágerlista | Slágerlista | Slágerlista | Slágerlista | Slágerlista | Eladott példányszám         | Minősítések                                                                                          |
| Cím            | Részletek | US          | US R&B /HH  | AUS         | CAN         | DEN         | IRL         | NLD         | NOR         | NZ          | UK          | Eladott példányszám         | Minősítések                                                                                          |
| -------------- | --- | ----------- | ----------- | ----------- | ----------- | ----------- | ----------- | ----------- | ----------- | ----------- | ----------- | --------------------------- | --- |
| Channel Orange | - Megjelent: 2012. július 10. - Kiadó: Def Jam - Formátumok: CD, digitális letöltés                          | 2           | 1           | 9           | 3           | 2           | 14          | 13          | 1           | 14          | 2           | - US: 686 000 - UK: 210 000 | - RIAA:Aranylemez - ARIA:Platinalemez - BPI:Platinalemez - IFPI DEN: 3× Platinalemez - MC:Aranylemez |
| Blonde         | - Megjelent: 2016. augusztus 20. - Kiadó: Boys Don’t Cry - Formátumok: CD, digitális letöltés, LP, streaming | 1           | 1           | 1           | 2           | 1           | 2           | 2           | 1           | 1           | 1           | - US: 348 000               | - RIAA:Platinalemez - BPI:Aranylemez - IFPI DEN: 2× Platinalemez                                     |

### Mixtape-ek
| Cím              | Részletek                                                           |
| ---------------- | ------------------------------------------------------------------- |
| Nostalgia, Ultra | - Megjelent: 2011. február 16. - Formátumok: CD, digitális letöltés |

### Vizuális albumok
| Cím     | Részletek                                                                                                  |
| ------- | --- |
| Endless | - Megjelent: 2016. augusztus 19. - Kiadó: Def Jam; Thresh Produce - Formátumok: CD/DVD, LP, VHS, streaming |

## Kislemezek

### Fő előadóként
| Cím                                                   | Év   | Slágerlista | Slágerlista | Slágerlista | Slágerlista | Slágerlista | Slágerlista | Slágerlista | Slágerlista | Slágerlista | Slágerlista | Minősítések                                                                                                  | Album                  |
| Cím                                                   | Év   | US          | US R&B /HH  | US R&B      | AUS         | BEL (FL)    | CAN         | DEN         | NZ          | UK          | UK R&B      | Minősítések                                                                                                  | Album                  |
| ----------------------------------------------------- | ---- | ----------- | ----------- | ----------- | ----------- | ----------- | ----------- | ----------- | ----------- | ----------- | ----------- | --- | ---------------------- |
| Novacane                                              | 2011 | 82          | 17          | —           | —           | —           | —           | —           | —           | —           | —           | - RIAA:Platinalemez - BPI:Ezüstlemez - IFPI DEN:Aranylemez                                                   | Nostalgia, Ultra       |
| Swim Good                                             | 2011 | —           | 70          | —           | —           | 89          | —           | —           | —           | —           | —           | - BPI:Ezüstlemez - IFPI DEN:Aranylemez                                                                       | Nostalgia, Ultra       |
| Thinkin Bout You                                      | 2012 | 32          | 7           | 4           | —           | —           | —           | 33          | 30          | 94          | 16          | - RIAA:Platinalemez - BPI:Platinalemez - IFPI DEN:Aranylemez - MC:Aranylemez                                 | Channel Orange         |
| Pyramids                                              | 2012 | —           | —           | 21          | —           | 74          | —           | —           | —           | 112         | 21          | - RIAA:Aranylemez                                                                                            | Channel Orange         |
| Sweet Life                                            | 2012 | —           | —           | —           | —           | —           | —           | —           | —           | —           | —           | | Channel Orange         |
| Lost                                                  | 2012 | —           | —           | —           | 46          | 63          | —           | 14          | 5           | 53          | 9           | - RIAA:Aranylemez - ARIA: 5× Platinalemez - BPI:Platinalemez - IFPI DEN:Platinalemez - RMNZ: 3× Platinalemez | Channel Orange         |
| Super Rich Kids (Earl Sweatshirt közreműködésével)    | 2013 | —           | —           | 23          | —           | —           | —           | —           | —           | 145         | 20          | - RIAA:Aranylemez - BPI:Ezüstlemez                                                                           | Channel Orange         |
| Nikes                                                 | 2016 | 79          | 27          | 9           | —           | —           | 77          | —           | —           | 93          | 13          | - BPI:Ezüstlemez                                                                                             | Blonde                 |
| Chanel                                                | 2017 | 72          | 30          | 13          | —           | —           | 65          | —           | —           | 80          | 16          | - RIAA:Platinalemez - BPI:Aranylemez                                                                         | Nem jelent meg albumon |
| Biking (JAY-Z és Tyler, the Creator közreműködésével) | 2017 | —           | —           | 18          | —           | —           | —           | —           | —           | —           | —           | | Nem jelent meg albumon |
| Lens                                                  | 2017 | —           | —           | 18          | —           | —           | —           | —           | —           | —           | —           | | Nem jelent meg albumon |
| Biking (Solo)                                         | 2017 | —           | —           | —           | —           | —           | —           | —           | —           | —           | —           | | Nem jelent meg albumon |
| Provider                                              | 2017 | —           | —           | 21          | —           | —           | —           | —           | —           | —           | —           | | Nem jelent meg albumon |
| Moon River                                            | 2018 | —           | —           | 10          | —           | —           | —           | —           | —           | —           | —           | | Nem jelent meg albumon |
| DHL                                                   | 2019 | 98          | —           | —           | —           | —           | 99          | —           | —           | 67          | —           | | Nem jelent meg albumon |
| In My Room                                            | 2019 | 85          | 42          | —           | —           | —           | 70          | —           | —           | 72          | —           | - BPI:Ezüstlemez                                                                                             | Nem jelent meg albumon |
| Dear April                                            | 2020 | —           | —           | —           | —           | —           | —           | —           | —           | —           | —           | | Nem jelent meg albumon |
| Cayendo                                               | 2020 | —           | —           | —           | —           | —           | —           | —           | —           | —           | —           | | Nem jelent meg albumon |

### Közreműködőként
| Cím                                                                                            | Év   | Slágerlista | Slágerlista | Slágerlista | Slágerlista | Slágerlista | Slágerlista | Slágerlista | Slágerlista | Slágerlista | Slágerlista | Minősítések | Album                   |
| Cím                                                                                            | Év   | US          | US R&B /HH  | US Rap      | AUS         | BEL (FL)    | CAN         | FRA         | ITA         | NZ          | UK          | Minősítések | Album                   |
| ---------------------------------------------------------------------------------------------- | ---- | ----------- | ----------- | ----------- | ----------- | ----------- | ----------- | ----------- | ----------- | ----------- | ----------- | --- | ----------------------- |
| She (Tyler, the Creator; Frank Ocean közreműködésével)                                         | 2011 | —           | —           | —           | —           | —           | —           | —           | —           | —           | —           | | Goblin                  |
| No Church in the Wild (JAY-Z és Kanye West; Frank Ocean és The-Dream közreműködésével)         | 2012 | 72          | 31          | 20          | —           | 40          | 92          | 181         | 52          | —           | 37          | - RIAA:Platinalemez - BPI:Aranylemez - FIMI:Aranylemez                                                                                      | Watch the Throne        |
| Slide (Calvin Harris; Migos és Frank Ocean közreműködésével)                                   | 2017 | 25          | 12          | —           | 11          | 10          | 16          | 15          | 34          | 8           | 10          | - RIAA: 4× Platinalemez - ARIA: 3× Platinalemez - BEA:Aranylemez - BPI:Platinalemez - FIMI:Platinalemez - RMNZ:Aranylemez - SNEP:Aranylemez | Funk Wav Bounces Vol. 1 |
| RAF (A$AP Mob; A$AP Rocky, Playboi Carti, Quavo, Lil Uzi Vert és Frank Ocean közreműködésével) | 2017 | —           | —           | —           | —           | —           | 82          | —           | —           | —           | —           | - RIAA:Platinalemez | Cozy Tapes Vol. 2       |
| 911 / Mr. Lonely (Tyler, the Creator; Steve Lacy és Frank Ocean közreműködésével)              | 2017 | —           | 47          | —           | —           | —           | —           | —           | —           | —           | —           | - ARIA:Aranylemez | Flower Boy              |

## További slágerlistán szereplő dalok
| Cím                                                      | Év   | Slágerlista | Slágerlista | Slágerlista | Slágerlista | Slágerlista | Slágerlista | Slágerlista | Slágerlista | Slágerlista | Minősítések                            | Album                   |
| Cím                                                      | Év   | US          | US R&B /HH  | US R&B      | US Rap      | BEL (FL)    | CAN         | NZ          | UK          | UK R&B      | Minősítések                            | Album                   |
| -------------------------------------------------------- | ---- | ----------- | ----------- | ----------- | ----------- | ----------- | ----------- | ----------- | ----------- | ----------- | -------------------------------------- | ----------------------- |
| Oceans (Jay-Z)                                           | 2013 | 83          | 30          | —           | 22          | —           | —           | —           | —           | —           |                                        | Magna Carta… Holy Grail |
| Forrest Gump                                             | 2013 | —           | —           | —           | —           | —           | —           | —           | —           | —           |                                        | Channel Orange          |
| Frank’s Track (Kanye West; Frank Ocean közreműködésével) | 2016 | —           | —           | —           | —           | —           | —           | —           | —           | —           |                                        | The Life of Pablo       |
| Wolves (Kanye West; Frank Ocean közreműködésével)        | 2016 | —           | —           | —           | —           | —           | —           | —           | 88          | 25          | - BPI:Ezüstlemez                       | The Life of Pablo       |
| Ivy                                                      | 2016 | 80          | 28          | 10          | —           | —           | 75          | —           | 102         | 16          | - BPI:Aranylemez - IFPI DEN:Aranylemez | Blonde                  |
| Pink + White                                             | 2016 | 84          | 30          | 11          | —           | 53          | 79          | —           | 111         | 18          | - BPI:Aranylemez - IFPI DEN:Aranylemez | Blonde                  |
| Solo                                                     | 2016 | 96          | 38          | 13          | —           | —           | 97          | —           | 138         | 31          |                                        | Blonde                  |
| Skyline To                                               | 2016 | —           | 50          | 18          | —           | —           | —           | —           | 190         | —           |                                        | Blonde                  |
| Self Control                                             | 2016 | —           | 42          | 15          | —           | —           | —           | —           | 153         | 35          | - BPI:Ezüstlemez - IFPI DEN:Aranylemez | Blonde                  |
| Good Guy                                                 | 2016 | —           | —           | 20          | —           | —           | —           | —           | —           | —           |                                        | Blonde                  |
| Nights                                                   | 2016 | 98          | 40          | 14          | —           | —           | —           | —           | 156         | 36          | - BPI:Aranylemez - IFPI DEN:Aranylemez | Blonde                  |
| Pretty Sweet                                             | 2016 | —           | —           | 24          | —           | —           | —           | —           | —           | —           |                                        | Blonde                  |
| Solo (Reprise) (André 3000 közreműködésével)             | 2016 | —           | —           | —           | —           | —           | —           | —           | —           | —           |                                        | Blonde                  |
| Close to You                                             | 2016 | —           | —           | 25          | —           | —           | —           | —           | —           | —           |                                        | Blonde                  |
| White Ferrari                                            | 2016 | —           | —           | 21          | —           | —           | —           | —           | —           | —           | - BPI:Ezüstlemez                       | Blonde                  |
| Seigfried                                                | 2016 | —           | —           | 23          | —           | —           | —           | —           | —           | —           |                                        | Blonde                  |
| Godspeed (Kim Burrell és Yung Lean közreműködésével)     | 2016 | —           | —           | —           | —           | —           | —           | —           | —           | —           | - BPI:Ezüstlemez                       | Blonde                  |
| Caught Their Eyes (Jay-Z; Frank Ocean közreműködésével)  | 2017 | 63          | 29          | —           | 22          | —           | —           | —           | —           | —           |                                        | 4:44                    |
| Carousel (Travis Scott; Frank Ocean közreműködésével)    | 2018 | 24          | 15          | —           | —           | —           | 20          | 30          | 29          | —           | - ARIA:Aranylemez - MC:Platinalemez    | Astroworld              |

## Vendégszereplések
| Cím                               | Év   | További előadó(k)                                                                                        | Album                                       |
| --------------------------------- | ---- | --- | ------------------------------------------- |
| SteamRoller                       | 2010 | Domo Genesis, Hodgy Beats                                                                                | Rolling Papers                              |
| Hell                              | 2010 | MellowHype                                                                                               | BlackenedWhite                              |
| Rico                              | 2010 | MellowHype                                                                                               | BlackenedWhite                              |
| Gotta’ Be                         | 2010 | Kent Money                                                                                               | Becoming                                    |
| Thinking Bout Forever             | 2011 | Bridget Kelly                                                                                            | Every Girl                                  |
| Fish                              | 2011 | Tyler, the Creator, Syd tha Kid                                                                          | Goblin                                      |
| Window                            | 2011 | Tyler, the Creator, Domo Genesis, Hodgy Beats, Mike G                                                    | Goblin                                      |
| Made in America                   | 2011 | JAY-Z, Kanye West                                                                                        | Watch the Throne                            |
| Lovely Day                        | 2011 | MANN | West LA Diaries Vol. 3: Birthday Philosophy |
| Analog 2                          | 2012 | Tyler, the Creator, Syd tha Kyd                                                                          | The OF Tape Vol. 2                          |
| Snow White                        | 2012 | MellowHype                                                                                               | The OF Tape Vol. 2                          |
| White                             | 2012 | N/A | The OF Tape Vol. 2                          |
| Oldie                             | 2012 | Taco, Tyler, the Creator, Hodgy Beats, Left Brain, Mike G, Domo Genesis, Jasper Dolphin, Earl Sweatshirt | The OF Tape Vol. 2                          |
| Bend Ya’                          | 2012 | MANN, Kendrick Lamar                                                                                     | nincs                                       |
| Astro                             | 2012 | MellowHype                                                                                               | Numbers                                     |
| Slater                            | 2013 | Tyler, the Creator                                                                                       | Wolf                                        |
| 48                                | 2013 | Tyler, the Creator                                                                                       | Wolf                                        |
| PartyIsntOver / Campfire / Bimmer | 2013 | Tyler, the Creator, Lætitia Sadier                                                                       | Wolf                                        |
| Oceans                            | 2013 | JAY-Z | Magna Carta Holy Grail                      |
| Sunday                            | 2013 | Earl Sweatshirt                                                                                          | Doris                                       |
| Hoarse                            | 2013 | Earl Sweatshirt                                                                                          | Doris                                       |
| Wildfire (Reprise)                | 2013 | John Mayer                                                                                               | Paradise Valley                             |
| Superpower                        | 2013 | Beyoncé Knowles                                                                                          | BEYONCÉ                                     |
| New Slaves                        | 2013 | Kanye West                                                                                               | Yeezus                                      |
| Hero                              | 2014 | Mick Jones, Paul Simonon, Diplo                                                                          | Converse’s Three Artists, One Song          |
| Caught Their Eyes                 | 2017 | JAY-Z | 4:44                                        |
| Where This Flower Blooms          | 2017 | Tyler, the Creator                                                                                       | Flower Boy                                  |
| Brotha Man                        | 2018 | A$AP Rocky, French Montana                                                                               | Testing                                     |
| Purity                            | 2018 | A$AP Rocky, Lauryn Hill                                                                                  | Testing                                     |
| Carousel                          | 2018 | Travis Scott                                                                                             | Astroworld                                  |

## Dalszerzőként
| Cím                     | Év   | Előadó(k)           | Album                  |
| ----------------------- | ---- | ------------------- | ---------------------- |
| Quickly                 | 2008 | John Legend, Brandy | Evolver                |
| 1st & Love              | 2008 | Brandy              | Human                  |
| Locket (Locked in Love) | 2008 | Brandy              | Human                  |
| Bigger                  | 2009 | Justin Bieber       | My World               |
| She DGAF                | 2011 | The Internet        | Purple Naked Ladies    |
| I Miss You              | 2011 | Beyoncé             | 4                      |
| Pictures                | 2012 | Conor Maynard       | Contrast               |
| Scared of Beautiful     | 2012 | Brandy              | Two Eleven             |
| One Thing               | 2012 | Alicia Keys         | Girl on Fire           |
| My Willing Heart        | 2016 | James Blake         | The Colour in Anything |

## Videóklipek
| Saját videóklipek                           | Saját videóklipek | Saját videóklipek |
| Cím                                         | Év                | Rendező(k)        |
| ------------------------------------------- | ----------------- | ----------------- |
| Acura Integurl                              | 2011              | Dave Wilson       |
| Novacane                                    | 2011              | Nabil Elderkin    |
| Thinkin Bout You                            | 2011              | High5Collective   |
| Swim Good                                   | 2011              | Nabil Elderkin    |
| Pyramids                                    | 2012              | Nabil Elderkin    |
| Lost                                        | 2013              | Francisco Soriano |
| Nikes                                       | 2016              | Tyrone Lebon      |
| Biking                                      | 2017              | Ismeretlen        |
| Provider                                    | 2017              | Tom Sachs         |
| Közreműködőként                             |                   |                   |
| Cím (eredeti előadó)                        | Év                | Rendező(k)        |
| She (Tyler, the Creator)                    | 2011              | Wolf Haley        |
| No Church in the Wild (Jay-Z és Kanye West) | 2012              | Romain Gavras     |
| Superpower (Beyoncé)                        | 2013              | Jonas Åkerlund    |